# Abraxas adusta
Abraxas adusta är en fjärilsart som beskrevs av George Francis Hampson 1891. Abraxas adusta ingår i släktet Abraxas och familjen mätare. Inga underarter finns listade i Catalogue of Life.